# Scuola Radio Elettra
La Scuola Radio Elettra è stata una società che forniva corsi di formazione per corrispondenza nel campo dell'elettronica, attiva dal 1951 al 1995 ed il cui marchio è stato rilevato nel 1996 dalla famiglia Polidori, proprietaria del gruppo CEPU.

## Storia
La Scuola Radio Elettra nacque nel 1951 da un'idea del chimico torinese Vittorio Veglia e dell'ingegnere polacco Tomasz Carver Paszkowski. L'idea, presumibilmente mutuata dalle analoghe iniziative negli USA, fu quella di creare corsi per corrispondenza con i quali, oltre alle dispense da studiare, venivano anche inviati i componenti elettronici per costruire i vari modelli da studiare.
Nel 1956 venne pubblicato il primo numero di Radiorama, rivista della società, che riprendeva anche articoli della corrispondente rivista americana Popular Mechanics. Radiorama cessò le pubblicazioni nel dicembre 1981.
Il periodo di maggior successo dell'azienda fu quello degli anni '60 e '70 del XX secolo: i dipendenti arrivarono a essere 150, più un centinaio di collaboratori esterni. L'azienda aprì anche succursali in Francia (EURELEC), Spagna (ERATELE) e Germania (EURATELE).
Dopo un lungo periodo di declino, nel 1995 venne dichiarato il fallimento della società, più precisamente della società Alassio 36 S.p.A. che aveva incorporato la scuola: il marchio venne rilevato nel 1996 dal gruppo CEPU.
Attualmente opera nella sede a Città di Castello (PG), erogando corsi professionali con qualifica europea in vari campi; offre inoltre formazione a distanza integrata da full immersion settimanali in laboratori pratici.

## Certificazioni
Con Determinazione Dirigenziale Regione Umbria n. 10784 del 27/11/2009, Scuola Radio Elettra è inserita nell'Elenco delle Sedi Operative degli Organismi di Formazione accreditati e ha ricevuto il riconoscimento dei corsi professionali ai sensi della Legge Quadro in materia di Formazione Professionale n.845/78. e successive modifiche e integrazioni.
Scuola Radio Elettra è inoltre iscritta all'Albo regionale dei soggetti accreditati per i Servizi di Istruzione e Formazione Professionale della Regione Lombardia ai sensi della D.G.R. n. 2412/2011 al n. 1001 dal 24/02/2017.